# Arfa Karim
Arfa Karim Randhawa —ارفع کریم رندھاوا, en urdú— (districte de Faisalabad, 2 de febrer de 1995 - Lahore, 14 de gener de 2012) va ser una estudiant i nena prodigi pakistanesa. En 2004, a l'edat de nou anys, es va convertir en el Microsoft Certified Professional (MCP) més jove del món, un títol que va mantenir fins a 2008. Va ser convidada per Bill Gates a visitar la seu de Microsoft a Seattle, Estats Units. El 22 de desembre de 2011 va sofrir una aturada cardiorespiratòria, que la va deixar en coma.
Va morir vint dies després, el 14 de gener de 2012. Un parc tecnològic en Lahore rebé el nom «Parc de Tecnologia de Programari Arfa» en honor seu.